# Еуђенио Пикано
Еуђенио Пикано (Касино, 10. октобар 1958) је италијански кардиолог, академик и инострани члан Одељења медицинских наука Српске академије наука и уметности од 23. октобра 1997.

## Биографија
Завршио је основне студије на Медицинском факултету Универзитета у Пизи 1981. године, специјализацију из кардиологије 1984. и докторат 1993. године.
Радио је као директор истраживања Института за клиничку физиологију Италијанског националног савета, и као гостујући професор Медицинског факултета Универзитета у Београду од 1995. године. Био је директор Ехокардиографске лабораторије Института за клиничку физиологију у Пизи (1997-2008), научни директор клиничке кардиологије Монтевергине (2003-2008) и генерални директор Института за клиничку физиологију (2008-2014). Именован је за професора кардиологије (2013) и професора медицине на Универзитету у Астани, Казахстан (2015). Од 2015. до сада је директор истраживања Одељења за биомедицину италијанског Националног савета за истраживање.
Гостујућу је коуредник Circulation Америчке асоцијације за срце од 1991, био је члан уредничког борда Journal of the American Society of Echocardiography 1999—2001, Journal American College Cardiology 2003—2007. и Journal of the American Society of Echocardiography 2004—2006, оснивач је и одговорни уредник Cardiovascular Ultrasound. Инострани је члан Одељења медицинских наука Српске академије наука и уметности од 23. октобра 1997.
Објавио је 525 радова у рецензираним часописима (Х-индек=98 од Google Scholar). Његова књига „Ехокардиографија стреса” је у свом седмом издању (2023) и преведена је на 6 језика.